# 冷海

月球近月面图上的冷海，标注有较大月海和陨石坑。

冷海（拉丁語：Mare Frigoris）是位于月球正面北极附近的一座月海。它坐落在风暴洋的外环内、北接雨海，向东则延伸至澄海的北部，南面则是幽暗的柏拉图陨石坑。

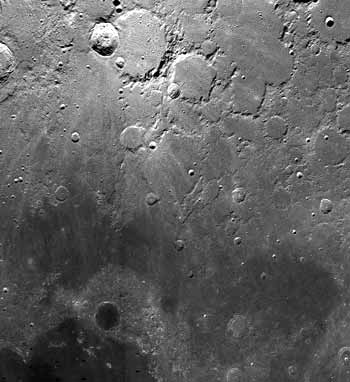
冷海位于图下方的深灰色区

## 地质
环月海周边的盆地地层属早雨海世，但月海东部地层是晚雨海世代，而西部地层又为爱拉托逊纪。
冷海的南部连接了环雨海的阿尔卑斯山脉，并斜贯了一道长170公里、宽10公里的阿尔卑斯月谷，月海南面幽暗的圆坑则是柏拉图环形山。
该月海的中心月面坐标56°00′N 1°24′E / 56.0°N 1.4°E，直径为1596公里。

## 命名
就如大多数月球上的其他月海，冷海也是由意大利天文学家乔瓦尼·巴蒂斯塔·里乔利所命名，他在1651年创建的月球命名体系已成为标准化的名称。此前，在1600年威廉·吉尔伯特的月图中，将它包含在"北岛"(Insula Borealis)中；荷兰天文学家米迦勒·弗洛伦特·范·朗伦则在他1645年的月图中标注为"天文海"(Mare Astronomicum)；而皮埃尔·伽桑狄把它称为"北海"(Boreum Mare)。

## 流行文化
在1973年英国广播公司科幻小说系列《月球基地 3》第二集中，月球上的该区域有着突出的“庞然大物”特色。